# Mesterházi Zsuzsa
Mesterházi Zsuzsa (Székesfehérvár, 1936. január 17. –) magyar gyógypedagógus, az ELTE Neveléstudományi Doktori Iskola gyógypedagógiai programvezetője.

## Életpályája
Szülővárosában töltötte gyermekkorát. Nagypolgári családból származik, édesanyja a háztartást vezette, édesapja pedig a Magyar Királyi Honvédség katonatisztje volt. A család 1940-ben Budapestre költözött.
Orvosnak készült, azonban társadalmi származása miatt elutasították a jelentkezését, ezért 1954-ben felvételizett a Gyógypedagógiai Tanárképző Főiskolára.
1954-58 közt gyógypedagógiai tanulmányokat folytatott a Gyógypedagógiai Tanárképző Főiskolán, ahol többek között Bárczi Gusztáv, Horváth László és Pető András tanítványa volt. 
A diploma megszerzése után értelmi fogyatékos gyermekekkel kezdett el foglalkozni.
Ő maga így vallott egy vele készült interjúban pályaválasztása okairól: „Fontos állomása volt a pályámnak, amikor elhatároztam, hogy értelmi fogyatékos gyerekekkel szeretnék dolgozni, tehát nem vakokkal, nem beszédsérültekkel, nem mozgássérültekkel – bár velük is kifejezetten rokonszenveztem -, hanem értelmi fogyatékos gyerekekkel. Hogy miért erre szántam el magam, nem tudom megmondani. Mindig volt bennem hajlandóság arra, hogy ha két dolog közül választani lehetett, nem elsősorban ésszel gondolkodtam, hanem a nehezebbik vonzerejének engedtem. Így volt ebben az esetben is. Egészen különleges kapcsolataim alakultak, és a mai napig visszaemlékezem olyan kicsi és nagyobb gyerekekre, akiket valamire meg tudtam tanítani, vagy akikkel olyan közelségbe kerültem, hogy én tanultam tőlük fantasztikus dolgokat. Sok olyan barátom van, akik fogyatékos emberek. Életútjukon, sorsukon keresztül egészen rendkívüli világokat ismerhettem meg.”
Tagja a Magyar Gyógypedagógusok Egyesülete Elnökségének, a Magyar Pedagógiai Társaságnak, a Magyar Rehabilitációs Társaságnak, alapító tagja az Internationale Assoziation für Waldorfpädagogik in Mittel- und Osteuropának (székhelye Stuttgart).

## Munkássága

### Korai évek
1958-tól gyógypedagógus, szakfelügyelő, szaktanácsadó lett Budapesten. Az ő nevéhez fűződik a legelső korai fejlesztő csoport létrehozása állami gondozott, fogyatékos kisgyermekek számára.
1966-tól megszervezte a legelső bejárós gyógypedagógiai óvodát a Dohány utcai kisegítő iskolában, értelmi fogyatékos gyermekek számára. Ő dolgozta ki az óvoda szakmai programját.
1971-től az V. kerületi kisegítő iskola igazgatója, s elkezd tevékenykedni a fogyatékos gyermekek integrációjának érdekében. Közös szabadidős programokat szervez; együtt táboroznak, zenélnek, sportolnak a fogyatékos gyerekek az V. kerületi általános iskola tanulóival.
1975-től a Gyógypedagógiai Tanárképző Főiskola Oligofrénpedagógiai Tanszékén lesz oktató. Itt kezd el foglalkozni a gondolkodási képesség fejlesztésének és a matematikatanítás módszertanának kérdéseivel. Így vall erről: „ A gondolkodásnak különböző szintjei vannak. Az ember nem nagyon tudja megítélni, hogy a gondolkodás milyen szintjén jár éppen saját maga is. Az ember azt hiszi, hogy ahol éppen most gondolkodik, az a csúcsa a gondolkodásnak, és aztán másnap, vagy egy kis idő elteltével rájön, hogy sokkal magasabb szintjei is lehetségesek. Egy bizonyos gondolkodási szintről egy másikra juttatni valakit ugyanolyan erőfeszítés, mintha az ember saját maga teszi az erőfeszítéseket. Mindig azt szoktam magamban érezni, ha egy gyereket kézen fogva vezetek, hogy látnom kell a talajt, tudnom kell, hova lépjek, hogy el ne essünk.”

### 1980-as, 1990-es évek
1979-től tanácsadó munkatárs az NDK-beli sommerfeldi Helmuth Ulricih Klinikán, részt vesz az autista, a súlyosan halmozottan fogyatékos, illetve értelmi fogyatékos gyermekek és fiatalok számára szervezett rehabilitációs osztály létrehozásában. Feladata volt a szakmai program és az osztály működési rendjének kidolgozása, csoportos és egyéni foglalkozások vezetése, valamint Mesterházi Zsuzsa készítette fel az intézetben dolgozó pedagógusokat és gondozó személyzetet a fejlesztő munkába való bekapcsolódásra.
1980-ban részt vesz a berlini Humboldt Egyetemen a rehabilitációs pedagógiai (gyógypedagógiai) enciklopédiát, terminológiát kidolgozó nemzetközi kutatócsoportban.
1981-től a Gyógypedagógiai Tanárképző Főiskola főigazgató-helyettese, 1983-tól pedig tanszékvezető lesz.
1986-tól képzési kísérletet irányít, tanítókat készít fel a nehezen tanuló gyermekek oktatására Több kutatási és fejlesztési programot irányít, ilyen többek között a korrekciós nevelés átfogó tudományos megalapozása (OTKA), valamint a Tanulási klinika programja (FEFA-Felsőoktatás-fejlesztési Alap).
1989-1996 között megreformálja a gyógypedagógus-képzést. Létrehozza a „Tanulásban akadályozottak pedagógiája” szakot, illetve ő irányítja a tantervfejlesztő munkacsoportot is.
2001-ben megalapította „Tanulásban akadályozottak pedagógiája” szakot, amely szak azóta is működik, jelenleg az ELTE Bárczi Gusztáv Gyógypedagógiai Kar (ELTE- BGGYK)-n, valamint néhány éve további három hazai egyetemen, nagy létszámú hallgatósággal.
Még főiskolai hallgatóként megismerkedik Rudolf Steiner (a Waldorf-pedagógia szellemi atyja) tanaival és az antropozófia alapú gyógypedagógiával, így meghatározó szerepet játszik a Waldorf-pedagógia hazai bevezetésében. Magyarországon elsőként, 1990-ben megszervezi és irányítja a Waldorf pedagógiai tanárképzést a főiskolán, amely a mai napig működik. „Úgy látom, hogy a Waldorf-pedagógia preventív pedagógia, tehát nagyon sok, a gyermekek fejlődését nehezítő, ártó hatást el tud hárítani, meg tudja előzni a bajok, például bizonyos tanulási és viselkedési problémák bekövetkezését, védeni tudja a gyermeket.”
1998-2001 között a Bárczi Gusztáv Gyógypedagógiai Tanárképző Főiskola főigazgatója.
1996-2004-ig tagja a Gyógypedagógiai Tanárképző Főiskola reformtervét, az egyetemi szintű gyógypedagógus-képzés tantervét, valamint a képzési követelményeket kidolgozó munkabizottságnak. Az egyetemi szintű „Gyógypedagógia” szak engedélyezése megtörtént, s 2004-től esti tagozaton, 2005-től pedig nappali tagozaton is elindult a gyógypedagógusok egyetemi szintű képzése.

## Köteteiből
- Számolás-mérés (matematika) tanítása a kisegítő iskolában (1980, 1982, 1983, 1984, 1989)
- Bibliográfia a Bárczi Gusztáv Gyógypedagógiai Tanárképző Főiskola oktatóinak és kutatóinak munkásságából : : 1975-1981 / összeáll. Mátéfy Györkné, Schumayer Izolda ; szerk. Mesterházi Zsuzsa (1983, 1988)
- Enyhe fokban sérült értelmi fogyatékosok iskolai nevelése : szemelvények / szerk. Mesterházi Zsuzsa, Páricska Katalin ;(1988, 1991)
- A nehezen tanuló gyermekek tanulási képessége (1989)
- Trends und Perspektiven der gegenwärtigen ungarischen Heilpädagogik : : Beitrag zur europäischen Geschichte der Heilpädagogik / Bachmann, Walter, Mesterházi Zsuzsa Hrsg (1990)
- A nehezen tanuló gyermekek iskolai nevelése (1998)
- Diszkalkuliáról – pedagógusoknak /szerk. Mesterházi Zsuzsa (1999)
- Gyógypedagógiai lexikon / szerk. Mesterházi Zsuzsa (2001)
- Inkluzív nevelés – kézikönyv a szakértői bizottságok működéséhez / főszerk. Mesterházi Zsuzsa (2008)

## Tudományos tisztségei
- 1991-től az MTA TMB (Tudományos Minősítő Bizottság) pedagógiai szakbizottságának tagja;
- 1992-96 tudományos ösztöndíjasok aspiránsvezetője;
- 1993-tól a Magyar Tudományos Akadémia Pedagógiai Bizottságának tagja.

## Társasági tagság
- Magyar Gyógypedagógusok Egyesülete Elnökségének tagja;
- Magyar Pedagógiai Társaság tagja;
- Magyar Rehabilitációs Társaság tagja;
- Internationale Assoziation für Waldorfpädagogik in Mittel- und Osteuropának (székhelye Stuttgart) alapító tagja.

## Díjak, elismerések (válogatás)
- Kiss Árpád-díj;
- Eötvös József-díj (2007)